# Mochtar Lubis
Mochtar Lubis (ur. 7 marca 1922 w Padangu, zm. 2 lipca 2004 w Dżakarcie) – indonezyjski pisarz, tłumacz i dziennikarz; założyciel pisma „Indonesia Raya” (1949). Pochodził z ludu Bataków. 
Jego utwór Senja di Jakarta był pierwszą indonezyjską powieścią, która została przetłumaczona na język angielski. 